# Kanton La Rochelle-6
Kanton La Rochelle-6 (fr. Canton de La Rochelle-6) je francouzský kanton v departementu Charente-Maritime v regionu Poitou-Charentes. Kanton tvoří část města La Rochelle.